# Amanda Michalka
Amanda Joy Michalka, född 10 april 1991, är en amerikansk skådespelare, sångare och musiker tillsammans med sin äldre syster Alyson bildar hon gruppen Aly & AJ (en kort stund (2013) känd som 78violet). Anledningen till att hon kallas AJ är att hon egentligen heter Amanda Joy. Hon medverkar i filmerna Super Sweet 16 och även Cow Belles, i båda filmerna är även hennes syster med.

## Filmografi
| År        | Titel                     | Roll              | Övrigt                                         |
| --------- | ------------------------- | ----------------- | ---------------------------------------------- |
| 2002      | Passions                  | Sheridan's Dotter | 1 avsnitt                                      |
| 2002      | Gothams änglar            | Young Dinah       | 2 avsnitt                                      |
| 2002–2004 | Guardian                  | Shannon Gressle   | Säsong 2–3 (15 avsnitt)                        |
| 2003–2004 | Oliver Beene              | Bonnie            | Säsong 1–2 (8 avsnitt)                         |
| 2004      | General Hospital          | Ashley B.         | 3 avsnitt                                      |
| 2004      | Six Feet Under            | Ashley            | 2 avsnitt                                      |
| 2006      | Haversham Hall            | Sam Tillar        | Piloten var filmad, men nedlagd innan visning. |
| 2006      | Cow Belles                | Courtney Callum   | Gjord för TV-kanalen Disney Channel            |
| 2007      | Super Sweet 16: The Movie | Sara Connors      | Gjord för TV-kanalen MTV Films                 |
| 2009      | Flickan från ovan         | Clarissa          |                                                |
| 2010      | Secretariat               | Kate Tweedy       |                                                |
| 2011      | Super 8                   | Jen Kaznyk        |                                                |

## Diskografi (solo)
Singlar
- 2010 – "It's Who You Are"
- 2013 – "All I've Ever Needed"
- 2013 – "Desert Song"
- 2013 – "You Never Let Go"
- 2013 – "Misunderstood"
- 2017 – "Here Comes a Thought" (med Estelle)
- 2017 – "Tom Sawyer" (med Hayley Orrantia)
- 2017 – "Eternal Flame" (med Hayley Orrantia)
- 2017 – "Walking on Sunshine" (med Hayley Orrantia)